# Pleuropasta mirabilis
Pleuropasta mirabilis är en skalbaggsart som först beskrevs av Horn 1870.  Pleuropasta mirabilis ingår i släktet Pleuropasta och familjen oljebaggar. Inga underarter finns listade i Catalogue of Life.